# 雲林縣立西螺國民中學
雲林縣立西螺國民中學簡稱西螺國中，是所位於雲林縣西螺鎮的一所國民中學，成立於1946年。

## 歷史
1946年4月20日，該校前身臺南縣立西螺初級中學成立，至1950年改隸雲林縣。1954年，設立高中部，並因此改稱雲林縣立西螺中學。
1959年，該校崙背分部成立，1963年麥寮分部成立，1964年二崙分部成立。
1968年，實施九年國民義務教育，該校改為現名「雲林縣立西螺國民中學」。而後由於原校區被規畫興建運動公園，該校將新校舍遷建於興農西路現址，並於1994年1月正式啟用。
1986年，西螺國中羽球隊成立，綜合體育館則於1994年建成。2012年2月，該校斥資新台幣二千萬元的羽球館完工，並於隔月正式啟用。

## 爭議
2014年，由於該校註冊繳費單上寫著「第一個星期完成繳費者可以記嘉獎一次」，引發家長不滿，認為有歧視家中經濟困難的學生之虞，並對於學生無實質優良表現即可記嘉獎表示不滿。校方對此則表示「主要是我們要鼓勵學生做一些正向積極的作為，倒不是說有任何的處罰」。

## 外部連結
- 官方網站 （页面存档备份，存于）